# Plan del Mont
El Plan del Mont és una plana de muntanya dels termes municipals del Pont de Suert (antic terme de Viu de Llevata), de l'Alta Ribagorça, i de Senterada, al Pallars Jussà. La part ribagorçana pertany al territori del poble de Corroncui.
Està situada en el vessant nord de la Serra de Comillini, en una zona plana al voltant dels 1.525 m. alt., 